# Poison Rouge
Poison Rouge (* im 20. Jahrhundert, auch Sarah Rouge) ist eine italienische Filmschauspielerin und -regisseurin.

## Leben
Ihre Karriere begann Poison Rouge zunächst als Tattoo-Model. Ihr größter Erfolg war es Covergirl des Magazins Tattoo Dimension zu sein. Anschließend arbeitete sie als Cabaret-Tänzerin und Body-Art-Künstlerin. Dort entstammt auch ihr Pseudonym, das sie für die Show „Bloody Cabaret“ von Domiziano Cristopharo annahm. Nebenbei betrieb sie Bodybuilding sowie Thai-Kickboxen.
Cristopharo förderte auch ihr Talent als Schauspielerin. Für ihn stand sie erstmals bei Das Haus der fleischlüsternen Mannequins (2008) vor der Kamera. Es folgte eine Rolle im Porn-Horrorfilm Hyde’s Secret Nightmare (2011) und 2014 im Episodenfilm Phantasmagoria, beide vom gleichen Regisseur.
Mit dem Regisseur verband sie eine Freundschaft. Als diesem für sein Projekt Sacrifice die Hauptdarstellerin absprang, fragte er zunächst Poison Rouge als Ersatz an, hatte aber schnell genug von dem Auftakt seiner geplanten Trilogy of the Dead. Um sich besser auf den zweiten Teil Torment (ebenfalls nicht realisiert) zu konzentrieren, übertrug er Poison Rouge die Regie.
Poison Rouge ließ das Drehbuch umschreiben und realisierte Sacrifice als harten Splatterfilm im Stile des Guinea-Pig-Klassikers He Never Dies unter dem Arbeitstitel Like a Guinea Pig Sacrifice. Stephen Biro, der ihr zunächst das Siegel „Guinea Pig“ versagte, war vom fertigen Film so beeindruckt, dass er ihn unter dem Titel American Guinea Pig: Sacrifice über Unearth Films vermarktete.
2018 realisierte sie den Kurzfilm No, Not in my Mouth und A Taste of Phobia.

## Filmografie
Als Schauspielerin
- 2009: Das Haus der fleischlüsternen Mannequins (House of Flesh Mannequins)
- 2014: Phantasmagoria (Episode: Il Serpente dalla lingua d'Acciaio)

Als Regisseurin
- 2017: American Guinea Pig 3: Sacrifice (American Guinea Pig: Sacrifice)
- 2018: No, Not in my Mouth (Kurzfilm)
- 2018: A Taste of Phobia